# Vinov zakon pomeranja
Vinov zakon pomeranja je zakon koji tvrdi da kod zračenja apsolutno crnog tela, kako temperatura raste, maksimum krive intenziteta zračenja postaje viši i pomera se ka kraćim talasnim dužinama. Zakon se često naziva i samo Vinov zakon, a direktno se izvodi iz Plankovog zakona zračenja.

## Crno telo
Kriva zračenja apsolutno crnog tela ima slične oblike za sve temperature, a maksimum krive se sa povećanjem temperature pomera ka nižim talasnim dužinama po proporcionalnom zakonu:
{\displaystyle \lambda _{\mathrm {max} }={\frac {b}{T}},}
gde je λmax talasna dužina na kojoj se dostiže maksimalna vrednost intenziteta zračenja, a T je termodinamička temperatura idealnog crnog tijela. Konstanta proporcije b u Vinovom zakonu pomeranja naziva se Vinova konstanta i iznosi 2,897768551 × 10−3 m×K.
Vinov zakon se može predstaviti i u zavisnosti od frekvencije:
{\displaystyle \nu _{\mathrm {max} }={\alpha  \over h}kT\approx (5.879\times 10^{10}\ \mathrm {Hz/K} )\cdot T}
gde je α ≈ 2,821439, k je Bolcmanova konstanta, h je Plankova konstanta, a T - termodinamička temperatura idealnog crnog tela.

## Izvođenje Vinovog zakona pomeranja
Vinov zakon pomeranja predstavlja posledicu Plankovog zakona za spektar apsolutno crnog tela i pomoću njega se može izračunati Vinova konstanta.
Jedan od načina predstavljanja Plankovog zakona je preko spektralne radijanse crnog tela u(λ,T) koja predstavlja odnos snage po površini sa koje se zračenje emituje i po jedinici talasne dužine. Plankov zakon u tom obliku glasi:
{\displaystyle u_{\lambda }(\lambda ,T)={2hc^{2} \over \lambda ^{5}}{1 \over e^{hc/\lambda kT}-1}.}
Diferenciranjem u(λ,T) u odnosu na λ i izjednačavanjem prvog izvoda sa nulom zbog traženja ekstremalne vrednosti, dobija se:
{\displaystyle {\partial u \over \partial \lambda }=2hc^{2}\left({hc \over kT\lambda ^{7}}{e^{hc/\lambda kT} \over \left(e^{hc/\lambda kT}-1\right)^{2}}-{1 \over \lambda ^{6}}{5 \over e^{hc/\lambda kT}-1}\right)=0,}
što sređivanjem daje:
{\displaystyle {hc \over \lambda kT}{e^{hc/\lambda kT} \over e^{hc/\lambda kT}-1}-5=0.}
Uvođenjem smene:
{\displaystyle x\equiv {hc \over \lambda kT},}
jednačina postaje jednačina jedne promenljive:
{\displaystyle {xe^{x} \over e^{x}-1}-5=0.}
Numeričko rešenje ove jednačine je x = 4.965114231, ali se ne može dobiti rešavanjem pomoću elementarnih funkcija. Iz ovog rezultata se dobija zavisnost talasne dužine u nanometrima i temperature u kelvinima kao:
{\displaystyle \lambda _{\mathrm {max} }={hc \over x}{1 \over kT}={2.89776829\times 10^{6}\ \mathrm {nm} \cdot K \over T}.}
Na sličan način se dobija i Vinov zakon pomeranja predstavljen preko temperature i frekvencije, predstavljajući Plankov zakon u obliku u kojem figuriše frekvencija umesto talasne dužine.

## Primena
- Svetlost sa Sunca i Meseca

Temperatura na površini Sunca je 5.778 K. Pomoću Vinovog zakona pomeranja može se izračunati talasna dužina na kojoj je zračenje maksimalno i ona iznosi 502 nm. Negde u ovom delu talasnih dužina se ljudsko i životinjsko prilagodio da na toj talasnoj dužini bude najosetljivije. Sličnu osetljivost vida imaju i noćne životinje koje često koriste svetlost sa Meseca, jer Mesec zapravo samo odbija Sunčevu svetlost.
- Svetlost električne sijalice i svetlost vatre

Temperatura žarne električne sijalice iznosi oko 3.700 K. Njena talasna dužina maksimalnu vrednost ima na žutoj boji svetlosti, a 90% zračenja nalazi se van vidljivog dela spektra, u infracrvenom delu spektra.
Vatra koja gori na drva ima temperaturu oko 1.500 K i njena maksimalna talasna dužina je oko 2.000 nm, tako da ima većinski deo zračenja u infracrvenom području, a okom vidimo samo manji deo zračenja.
- Zračenje sisara i ljudi

Svako telo zrači. Sisari i ljudi imaju temperaturu oko 310 K, pa je kod njih talasna dužina na kojoj je zračenje maksimalno oko 10 000 nm, što je daleko u infracrvenom delu spektra. Osim kamera, ovaj deo spektra mogu videti i zmije.
- Veliki prasak

Temperatura kosmičkog mikrotalasnog pozadinskog zračenja je 2,7 K što odgovara maksimalnoj talasnoj dužini od 1,06 mm, a to je u oblasti mikrotalasnog zračenja.